# Linia kolejowa Olbramovice – Sedlčany
Linia kolejowa Olbramovice – Sedlčany (Linia kolejowa nr 223 (Czechy)) – jednotorowa, regionalna i niezelektryfikowana linia kolejowa w Czechach. Łączy stacje Olbramovice i Sedlčany. Przebiega w całości przez terytorium kraju środkowoczeskiego.